# Comarca Puebla Alcocer
Die Comarca Puebla Alcocer ist eine der zwölf Comarcas in der Provinz Badajoz.
Die im Nordosten der Provinz gelegene Comarca umfasst zwölf Gemeinden auf einer Fläche von 1.819,25 km².

## Gemeinden
| Gemeinde               | Einwohner (2024) | Fläche km² | Dichte Einw./km² | Cod INE | Postleitzahl |
| ---------------------- | ---------------- | ---------- | ---------------- | ------- | ------------ |
| Baterno                | 238              | 62,10      | 4                | 06017   | 06659        |
| Casas de Don Pedro     | 1.370            | 142,66     | 10               | 06033   | 06770        |
| Esparragosa de Lares   | 854              | 208,61     | 4                | 06048   | 06620        |
| Garbayuela             | 475              | 84,14      | 6                | 06056   | 06690        |
| Garlitos               | 530              | 129,32     | 4                | 06057   | 06656        |
| Navalvillar de Pela    | 4.345            | 251,17     | 17               | 06091   | 06760        |
| Puebla de Alcocer      | 1.107            | 296,72     | 4                | 06102   | 06630        |
| Risco                  | 127              | 39,48      | 3                | 06114   | 06657        |
| Sancti-Spíritus        | 145              | 33,56      | 4                | 06118   | 06655        |
| Siruela                | 1.771            | 202,47     | 9                | 06125   | 06650        |
| Talarrubias            | 3.259            | 339,31     | 10               | 06127   | 06640        |
| Tamurejo               | 199              | 29,71      | 7                | 06130   | 06658        |
| Comarca Puebla Alcocer | 14.420           | 1.819,25   | 8                | –       | –            |

## Nachweise
1. ↑  Instituto Nacional de Estadística Municipal Register of Spain
2. ↑  FUENTE: Ministerio de Agricultura, Pesca y Alimentación